# Hiroshi Michinaga
Hiroshi Michinaga ( 道永 宏, Michinaga Hiroshi: Kobe, Hyogo, 8 de outubro de 1956) é um arqueiro japonês, medalhista olímpico.

## Carreira
Hiroshi Michinaga representou seu país nos Jogos Olímpicos em 1976, ganhando a medalha de prata no individual. 